# Utivarachna fronto
Utivarachna fronto är en spindelart som först beskrevs av Simon 1906.  Utivarachna fronto ingår i släktet Utivarachna och familjen flinkspindlar. Inga underarter finns listade i Catalogue of Life.